# Road Trippin'
Singles de Red Hot Chili Peppers
Californication
(2000) By the Way
(2002)
Road Trippin' est une chanson des Red Hot Chili Peppers. Extrait de leur album de 1999 Californication, le single, sorti en 2000, n'était disponible qu'en Europe. Aux États-Unis, l'extrait de l'album était alors la chanson Parallel Universe.
Cette chanson se distingue dans la discographie du groupe par son absence de batterie et un aspect acoustique mis en avant.